# Insuficiència hepàtica
La insuficiència hepàtica és la incapacitat del fetge de portar a terme les seves funcions metabòliques i secretores. El fetge és un òrgan molt important metabòlicament, ja que es troba en un encreuament de diferents vies. Per tal de poder entendre la insuficiència hepàtica i les seves conseqüències cal tenir en compte les funcions.

## Formes clíniques
- Aguda
- Crònica
- Aguda sobre crònica: Es diu que existeix quan algú amb hepatopatia crònica desenvolupa característiques d'insuficiència hepàtica.

## Implicacions de la fallida de les diferents funcions
Metabolisme d'hidrats de carboni:
- En processos crònics (la majoria ho són) el fetge es fa pseudoresistent a la insulina donant lloc a hiperglucèmia. A part també trobarem una hiperglucagonèmia perquè també s'hi fa resistent i perquè no el metabolitza. Hi haurà doncs intolerància als glúcids orals.
- En processos aguts hi ha un esgotament de les reserves de glicogen i una hipoglucèmia.

Metabolisme dels aminoàcids:
- En insuficiència falla el pas d'amoni a urea. Això implica:
  - S'eleven els nivells d'aa aromàtics i poden disminuir els ramificats
  - S'eleven els nivells de NH³
    - L'augment d'amoni es pot veure afavorit per altres causes:
      - Metabolisme renal d'aminoàcids
      - Intestinal: els bacteris de la flora poden metabolitzar alguns aminoàcids i crear amoni. En hemorràgies digestives els nivells d'amoni incrementen molt perquè es digereixen les proteïnes que porta.

  - Baixa el nivell màxim de creació d'urea i pot fins i tot baixar la urea sèrica.
- Encefalopatia hepàtica: l'augment dels nivells d'amoni que arriben al SNC donen lloc a l'encefalopatia hepàtica. Això es pot veure agreujat si:
  - S'augmenten els aports d'amoni:
    - Augment de l'aport intestinal:
      - Dieta hiperproteica
      - Hemorràgia digestiva

    - Insuficiència renal
    - Disminució de la funció hepàtica

  - S'incrementa l'accés d'amoni al SNC: Hi ha una derivació portocava que fa que arribi més amoni al SNC
  - Es permeabilitza la barrera hematoencefàlica: Hi ha alcalosi/hipocalièmia que implica:
    - Equilibri NH4 + OH⁻ ←→ NH3 + H₂O desplaçat cap a la dreta
    - Afavoriment de la difusió de l'amoni a nivell de la BHC

Metabolisme de proteïnes
- Hipoproducció d'albúmina: comporta una disminució de la pressió oncòtica de la sang (perquè l'albúmina n'és la principal font) i això porta a estats d'edemes i ascites.
- Hipoproducció de trombina: al fetge es creen diferents factors de coagulació. La manca d'aquesta porta a la diàstasi hemorràgica. Hi ha una altra situació que porta a la diàstasi hemorràgica i a la manca de trombina. És el dèficit de vitamina B₁₂ que pot no absorbir-se en el cas d'una colèstasi. Per distingir si la manca de trombina és d'origen hepàtic o colestàtic hem de referir-nos al factor V. Aquest factor no necessita vitamina B₁₂ per a produir-se. Si està afectat, doncs, el problema estarà en el fetge i no pas en una colèstasi.

Metabolització de fàrmacs i drogues:
- La manca de metabolització de fàrmacs augmenta la vida mitjana d'aquests, en especial de les benzodiazepines.
- Al fetge també es metabolitza la bilirubina indirecta a directa per un procés de glucuronització. Així doncs hi pot haver una bilirubinèmia indirecta que doni lloc a icterícia.

Metabolisme d'hormones:
La insuficiència hepàtica dona lloc a un desplaçament d'andrògens cap a estrògens el que provoca:
- En l'home: ginecomàstia, depilació axil·lar i pubis, hipogonadisme i inapetència sexual.
- En la dona: amenorrea i inapetència sexual.
- En ambdós sexes: eritema palmar i telangièctasis o aranyes vasculars.